# Flörkendorfer Mühlenau

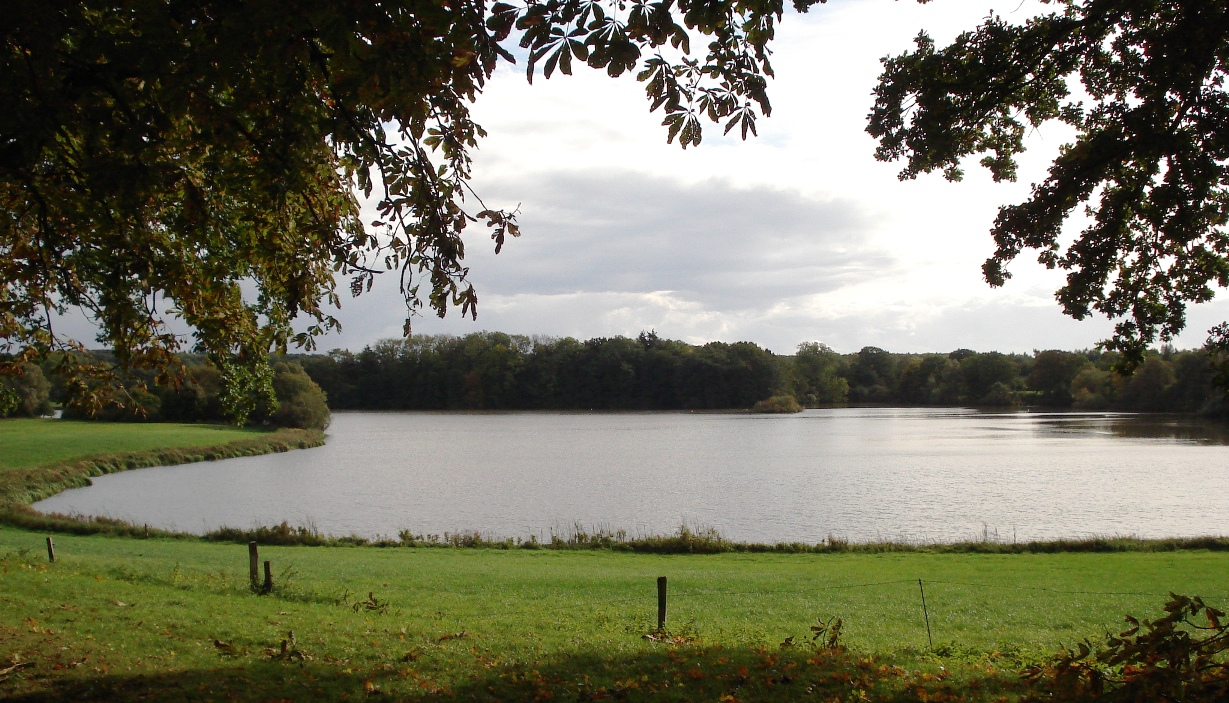
Die zum Flörkendorfer Teich gestaute „Flörkendorfer Mühlenau“

Die Flörkendorfer Mühlenau ist ein Fluss in den Gemeinden Ahrensbök und Scharbeutz im Kreis Ostholstein, Schleswig-Holstein.

## Verlauf
Sie entspringt nordwestlich von Ahrensbök und fließt durch das Ortsgebiet und wird südlich von Ahrensbök (bei Flörkendorf) zum Flörkendorfer Teich („See“) und Flörkendorfer Mühlenteich gestaut, den sie ostwärts verlässt, um nach etwa einem Kilometer (an der „Talmühle“) erneut zu einem Teich gestaut zu werden. Von dort fließt sie dann in nordöstlicher Richtung (nördlich an Schwochel vorbei) und durch Wulfsdorf, um östlich von Wulfsdorf in die Schwartau zu münden, zu deren bedeutendsten Zuflüssen sie gehört.